# Elqui
Elqui (hiszp. Provincia de Elqui) – prowincja w Chile, w północnej części regionu Coquimbo. Stanowi jedną z trzech prowincji regionu. Siedzibą administracyjną jest miasto Coquimbo. Funkcję gubernatora pełni Juan Francisco García Mac-Vicar. Prowincja Elqui ma powierzchnię 16 895,1 km², a w 2002 r. zamieszkiwało w niej 365 371 mieszkańców.

## Podział administracyjny
W skład prowincji wchodzi 6 gmin:
- Andacollo
- Coquimbo
- La Higuera
- La Serena
- Paiguano
- Vicuña

## Demografia
Zmiana liczby ludności w latach 1992 - 2012 z uwzględnieniem podziału na gminy:
| Gmina      | 1992    | 2002    | zmiana w % | 2012    | zmiana w % |
| ---------- | ------- | ------- | ---------- | ------- | ---------- |
| Andacollo  | 12.272  | 10.411  | -15,2      | 11.116  | 6,8        |
| Coquimbo   | 121.892 | 163.557 | 34,2       | 202.287 | 23,7       |
| La Higuera | 3.376   | 3.660   | 8,4        | 4.263   | 16,5       |
| La Serena  | 120.433 | 161.243 | 33,9       | 210.299 | 30,4       |
| Paiguano   | 3.744   | 4.205   | 12,3       | 4.252   | 1,1        |
| Vicuña     | 21.303  | 23.665  | 11,1       | 26.029  | 10,0       |

## Administracja
Lista gubernatorów:
| Gubernator                      | Partia | Okres urzędowania                 |
| ------------------------------- | ------ | --------------------------------- |
| Tulio Valenzuela Valenzuela     |        | 1974–1979                         |
| Juan de Dios Peralta Marín      |        | 1979- 11 marca 1990               |
| Carlos Yusta Rojas              | PS     | 11 marca 1990 - 11 marca 1994     |
| Luiz González Vega              | PS     | 11 marca 1994 - wrzesień 1995     |
| Raúl Saldívar Auger             | PS     | listopad 1995 - 11 marca 2000     |
| Orlando Cerda Silva             | PS     | 11 marca 2000 - grudzień 2000     |
| Raúl Saldívar Auger             | PS     | grudzień 2000 - luty 2002         |
| Marcelo Díaz Díaz               | PS     | luty 2002 - 16 grudnia 2002       |
| Sofía Villalobos Humeres        | PS     | 18 grudnia 2002 - listopad 2005   |
| Celso López San Francisco       | PS     | listopad 2005 - 11 marca 2006     |
| Rolando Calderón Aránguiz       | PS     | 11 marca 2006 - 11 marca 2010     |
| Pablo Argandoña Medina          | RN     | 11 marca 2010 - 12 listopada 2012 |
| Juan Francisco García Mac-Vicar | RN     | 12 listopada 2012 - obecnie       |